# Sipos Edit
Sipos Edit (Szentes, 1975. március 2. – 2013. augusztus 13.) világ- és Európa-bajnok válogatott magyar vízilabdázó. Százötven alkalommal szerepelt a magyar női vízilabda-válogatottban.

## Élete és pályafutása
Sipos Edit 1975. március 2-án született Szentes városában. Sportpályafutását az úszással kezdte, azonban – miután az orvosok véleménye szerint túlterhelte magát – később áttért a vízilabdára. A Szentesi VK vízilabdaklub tagja lett, a csapattal megnyerte az 1989–1990-es magyar bajnokságot, az 1990–1991-es szezonban pedig a harmadik helyen végeztek. Egy évvel később, 1991–1992-ben ismét az első helyet szerezték meg. Az 1992–1993-as bajnokságban ezüstérmesek lettek. 1993-ban tagja volt a világkupán harmadik helyet szerző csapatnak. A Szentes csapatával aranyérmet szereztek az 1992–1993-as LEN-bajnokcsapatok Európa-kupáján (BEK), a döntőben az olasz AS Orizzonte Catania csapatát győzték le.
Csapatával aranyérmet szerzett az 1993–1994-es magyar bajnokságon. 1994-ben a harmadik helyen végzett a junior Európa-bajnokságon. Még ugyanebben az évben, tizenkilenc éves korában tagja volt a Rómában megrendezett világbajnokságon első helyet szerző magyar válogatottnak. A világverseny előtt hatvannyolc válogatott mérkőzésen játszott. az 1994–1995-ös magyar bajnokságot csapatával újra az első helyen zárta. 1995-ben a Bécsben megtartott Európa-bajnokságon ezüstérmet szerzett, a világkupán pedig a harmadik helyet érte el.
Az 1995–1996-os magyar bajnokságon ismét győzni tudtak csapatával, majd az 1996–1997-es bajnokságon is aranyérmet szereztek. A sevillai Európa-bajnokságon 1997-ben a válogatott tagjaként ötödik helyen végzett. Az 1997–1998-as magyar bajnokságon az aranyérmes csapat tagja volt. 1998-ban a Perth városában megrendezett világbajnokságon a hetedik helyet szerezte meg. A magyar bajnokság 1998–1999-es szezonjában a bajnokcsapat tagja volt. 1999-ben a pratói Európa-bajnokságon negyedik helyezettek lettek, a bronzmérkőzésen Oroszországtól kaptak ki 7–5-re. Az 1999–2000-es magyar bajnokságon ismét aranyérmet szerzett a Szentes csapatával, valamint az 1999–2000-es magyar kupán is az első helyen végzett.
Ezt követően az olaszországi Athlon 90 vízilabdacsapat játékosa lett, később a szintén olasz IGM Ortigia sportklub színeiben versenyzett. A 2001-es budapesti Európa-bajnokságon a magyar válogatottal aranyérmet szerzett, a döntőben az olasz válogatottat győzték le 10–8-ra. Ugyanebben az évben a fukuokai világbajnokságon a második helyen végzett, miután a döntőben kikaptak Olaszországtól 7–3-ra. 2002 szeptemberében az IGM Ortigia klubjától a Dunaújvárosi Főiskola VE csapatához igazolt. Ugyanebben az évben megkezdte tanulmányait a Dunaújvárosi Főiskola közgazdaság szakán – saját elmondása szerint ez volt csapatváltásának legfőbb oka. 2002 decemberében – a magyar csapat tagjaként – aranyérmet szerzett a világkupán.
A 2002–2003-as magyar bajnoki szezonban az aranyérmet szerző csapat tagja volt, emellett a 2002–2003-as magyar kupán is első lett csapatával. 2003-ban Ljubljanában az Európa-bajnokságon ezüstérmesként zárt a magyar válogatottal, a döntőben Olaszország csapata győzött 6–5-ös arányban. A barcelonai világbajnokságon az ötödik helyet tudták megszerezni. A 2003–2004-es magyar bajnokságon a Dunaújvárosi Főiskola csapatával bajnok lett, továbbá – a Vasas SC csapatát legyőzve – a 2003–2004-es magyar kupa első helyét is megszerezte.
2004 szeptemberében a Dunaújvárostól két évre kölcsönbe került korábbi nevelőegyesületéhez, a Szentesi VK csapatához. A klubbal második helyen végzett a 2004–2005-ös magyar bajnokságon, a döntőben ismét a Dunaújvárosi Főiskola csapata győzött. Egy évvel később, a 2005–2006-os magyar bajnoki szezonban a Szentesi VK-val bronzérmet szerzett, az elődöntő mindkét mérkőzésén kikaptak a dunaújvárosi csapattól. 2006-ban – elmondása szerint kizárólag iskolai tanulmányai befejezésének a céljából – visszatért a Dunaújvárosi Főiskola VE csapatához. A 2006–2007-es magyar bajnokságon második lett, a döntő három mérkőzésén kikaptak a Domino-Bp. Honvéd-Póló SC csapatától. 2007-ben befejezte tanulmányait a Dunaújvárosi Főiskolán. A magyar bajnokság 2007–2008-as szezonjában a bronzérmes csapat tagja volt.
Ezt követően visszavonult, majd Dunaújvárosban tevékenykedett. Később visszatért szülővárosába, Szentesre, ahol több éven keresztül úszásoktatással foglalkozott, valamint helyi szintű versenyeket is szervezett. 2010-ben a Szentesi VK szurkolói számára szervezett szavazáson megválasztották az évtized legmegbízhatóbb vízilabdázójának. 2013. augusztus 13-án, több éven át tartó súlyos betegséget követően elhunyt. Halálát agydaganat okozta.

## Elismerései
- 2010: Szentesi VK – az évtized legmegbízhatóbb vízilabdázója[31]

## Emlékezete
2014 márciusában szobrot avattak és sétányt neveztek el Sipos Editről Szentesen.